# こころに剣士を
『こころに剣士を』（こころにけんしを、フィンランド語: Miekkailija、エストニア語: Vehkleja）は、エストニアの熟練のフェンシング選手兼コーチであるエンデル・ネリスの実話をもとにした、2015年国際的に共同制作されたドラマ映画である。監督はクラウス・ハロ（Klaus Härö）が担当し、脚本はアナ・ヘイナマー（Anna Heinämaa）が担当した。2014年2月下旬にエストニアで撮影が始まった。 
この映画は、 第88回アカデミー賞で最優秀外国語映画のフィンランド作品に選ばれ、9つの映画の12月のショートリストになったが、ノミネートされなかった。一方で、『こころに剣士を』は、フィンランド/ドイツ/エストニアの共同制作として、第73回ゴールデングローブ賞の最優秀外国語映画部門にノミネートされた。 
『こころに剣士を』は2017年にCFI Releasingによって米国でリリースされた。 

## あらすじ
第二次世界大戦中 、ナチス・ドイツに占領されたエストニアはドイツ軍に男性の多くを徴兵されていた。その後、再びソビエト連邦によって占領されたが、ソビエト連邦ではドイツ軍兵士を戦争犯罪者と見なしていた。 
戦後、ソ連はエストニアをソビエト連邦に併合した。 
1950年代初頭、エンデル・ネリスという若者が、秘密警察から逃れるためにレニングラードを離れ、エストニアのハープサル（当時はソビエト連邦の一部）に到着した。彼は教師としての仕事を見つけ、生徒たちのためにスポーツクラブを設立した。そのスポーツクラブで、彼は生徒たちに自らが情熱を傾けていたフェンシングを教え始めた。彼の行動に難色を示していた校長は、エンデルの経歴を調査し始める。一方、エンデルの友人であり、コーチでもあるアレクセイは、いかなる状況下でもレニングラードには戻らないようにと彼に警告する。 
フェンシングは子供たちにとって自己表現の場となり、エンデルはフェンシングの手本そして父親像を担うようになる。彼は、その多くが孤児となっている子供たちを愛することを学んでいく。子供たちがレニングラードの全国フェンシング大会に参加したいと言ったとき、自らを危険にさらしつつも子供たちをレニングラードに連れて行くべきか、それとも身の安全を最優先にして子供たちを落胆させるのか、エンデルは選択を迫られる。 

## キャスト
- エンデル - メルア・ヴァンディ
- カドリ - ウルスラ・ラタセップ
- 校長 - ヘンドリック・トムペレ
- マルタ - リサ・コッペル
- Jaan - Joonas Koff
- Jaanの祖父 - Lembit Ulfsak
- Jaanの母親 - Piret Kalda
- トーマス - Egert Kadastu
- リー - アン＝リスト・ルベネ
- ティウ - エルベ・ライター
- 校長補佐 - Jaak Prints
- アレクセイ - キリル・ケロ
- 寮の警備員 - Leida Rammo
- 将校 - ライモ・パス
- 将校 - Erkki Tikan
- レニングラードの役人 - Maria Avdjuško
- アルメニア代表のコーチ - Alina Karmazina

## 批評
Rotten Tomatoesにおける、52件のレビューに基づく映画の支持率は85％、平均スコアは7/10である。同サイトの批判的なコンセンサスは、「『こころに剣士を』の、心に強く訴える成人向けの弧は、敏感な方向性や心を打つ演技、感動的な事実に基づいたストーリーを通じて、さらに多くのものが与えられている」と述べている。Metacriticでは 、映画は13人の批評家に基づいて100のうち60のスコアを有し、「混合または平均レビュー」を示している。 

## 参照
- 第88回アカデミー賞最優秀外国語映画賞への応募作品一覧（英語版）
- アカデミー賞最優秀外国語映画賞のフィンランド作品のリスト（英語版）